# Vendégh Ferenc
Vendégh Ferenc (Nagyigmánd, 1927. november 27. – ) magyar közgazdász, agrármérnök, miniszterhelyettes.

## Élete
A Komárom vármegyei Nagyigmándon született 1927. november 27-én, földműves családban. Középiskolai tanulmányait követően a Marx Károly Közgazdaság-tudományi Egyetemre jelentkezett, ahol 1955-ben szerzett közgazdászi oklevelet szerzett. Az egyetem elvégzése után előbb az Állami Ellenőrzés Minisztériumában volt főellenőr, majd 1957-től 1973-ig állami gazdasági területen dolgozott, különböző vezető beosztásokban. Közben elvégezte a Gödöllői Agrártudományi Egyetemet, ahol 1961-ben agrármérnöki végzettséget is szerzett, illetve 1963-ban tagja lett a Magyar Szocialista Munkáspártnak. 1973-tól egy évig az AGROBER vezérigazgatója volt, majd 1974-ben a Pénzügyminisztérium Mezőgazdasági és Élelmiszeripari Főosztályának vezetőjévé nevezték ki. 1980 és 1982 között a mezőgazdasági és élelmezésügyi miniszter helyettese volt. Később a Tejipari Vállalatok Trösztjének vezérigazgatója lett, onnan vonult nyugállományba.

### Kutatható iratanyaga
Miniszterhelyettesi működési időszakából 5,04 iratfolyóméternyi (42 doboznyi), maradandó értékűnek minősített iratanyaga került az Országos Levéltár, mai nevén Magyar Nemzeti Levéltár Országos Levéltára őrizetébe, ahol az a XIX-K-9-bi törzsszámon kutatható.

## Elismerései
- 2008-ban A Magyar Kultúra Lovagja kitüntetésben részesült, a  mezőgazdasági értékek megőrzése érdekében kifejtett életművéért.[2]
- 2017-ben Fazekas Sándor földművelésügyi miniszter az Életfa Emlékplakett Arany fokozata kitüntetésben részesítette, a magyar mezőgazdaságban, illetve a hazai tejgazdaság fejlesztése érdekében végzett több évtizedes, kiváló munkájáért.[3]